# 2016 في اليمن
فيما يلي قوائم الأحداث التي وقعت خلال عام 2016 في اليمن.

## أحداث
- 8 أكتوبر – قصف الصالة الكبرى
- 24 أبريل – معركة المكلا 2016

## سياسة

### تعيين في المنصب
- 3 أبريل – علي محسن الأحمر نائب رئيس الجمهورية اليمنية.
- 4 أبريل – أحمد عبيد بن دغر رئيس وزراء اليمن.
- 4 أبريل – عبد الملك المخلافي وزير الخارجية اليمني [الإنجليزية]‏.
- 18 سبتمبر – معمر الإريانى وزير الإعلام.

### انتهاء فترة المنصب
- 3 أبريل – خالد محفوظ بحاح نائب رئيس الجمهورية اليمنية،رئيس وزراء اليمن.
- 4 أبريل – أحمد عبيد بن دغر نائب رئيس وزراء اليمن.
- 4 أبريل – عبد الملك المخلافي وزير الخارجية اليمني [الإنجليزية]‏.
- 18 سبتمبر – معمر الإريانى وزير السياحة.

## وفيات

### يونيو
- 9 يونيو – حسن محمد مكي (مواليد 1933) سياسي يمني.